# Warstwy wszechświata

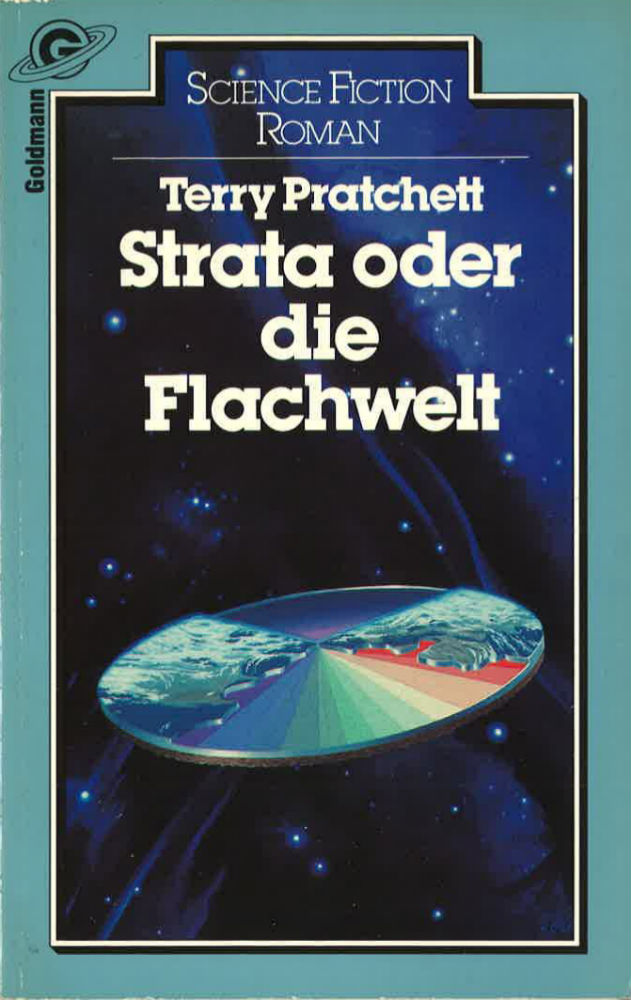
Niemiecka okładka książki, 1983

Warstwy wszechświata (kolejne wydania pod tytułem Dysk) (tyt. oryg. Strata) – komediowa powieść science fiction Terry’ego Pratchetta wydana w 1981 roku (tłumaczenie polskiego wydania J. Kotarski). Jedna z niewielu powieści science fiction napisanych przez Pratchetta, nawiązująca do Pierścienia Larry’ego Nivena z 1970 roku.
W książce tej Pratchett zawarł wiele pomysłów rozwijanych później w powieściach z cyklu Świat Dysku, mimo to nie jest to powieść zaliczana do tego uniwersum. W Polsce książka ukazała się w tłumaczeniu Jarosława Kotarskiego.

## Historia
Kin Arad – ponad dwustuletnia dyrektorka budowy planet dowiaduje się o istnieniu płaskiej planety pełnej zadziwiających artefaktów technologicznych. Postanowi wyruszyć w niebezpieczną podróż w poszukiwaniu świata dysku. Jej towarzyszami zostaje dwoje przedstawicieli obcych ras – wychowany na Ziemi, czteroręki, wojowniczy Kung o imieniu Marco i przypominająca z kształtu i rozmiaru Niedźwiedzia z kłami znawczyni ludzi o imieniu Silver należąca do skrajnie mięsożernej i kanibalistycznej rasy Shand.
Yalo, tysiącletni pilot samobójczej misji badawczej „Terminus”, odkrywca płaskiej planety i organizator nowej wyprawy nie przeżywa jej początku. Jego załoga jest więc zdana na własne siły, co kończy się katastrofą przy próbie lądowania. W ten sposób, podobnie jak w powieści Pierścień misja badawcza zmienia się w ratunkową – Kin, Marco i Silver próbują dotrzeć do centrum sterowania dysku, gdzie spodziewają się znaleźć jego zaawansowanych technicznie budowniczych, którzy pomogą im wrócić.